# Sclerophrys vittata
Sclerophrys vittata – bardzo słabo poznany gatunek płaza bezogonowego z rodziny ropuchowatych (Bufonidae).

## Taksonomia
W przeszłości zaliczano go do licznego w gatunki rodzaju Bufo. W 2006 roku Frost i inni przenieśli go do rodzaju Amietophrynus. Ohler i Dubois w 2016 roku wykazali, że nazwa Amietophrynus jest młodszym synonimem nazwy Sclerophrys'.

## Występowanie
Obecność gatunku stwierdzono jedynie w Ugandzie, ale prawdopodobnie jego zasięg występowania jest szerszy i obejmuje też m.in. Kenię.

## Rozmnażanie
Prawdopodobnie rozmnaża się na terenach bagiennych.

## Status
Zamieszkuje co najmniej jeden obszar chroniony (Park Narodowy Bwindi).